# Baecker
Baecker (Bäcker) – polski herb szlachecki, nadany w zaborze austriackim.

## Opis herbu
Tarcza dzielona w krzyż. W polach I i IV, złotych, sylwetka kopalni błękitna z wejściem czarnym, na murawie zielonej na której kilof w skos. W polach II i III, błękitnych snop złoty nad którym sierp srebrny. Klejnot: Dwa skrzydła orle z prawej złote, z lewej błękitne. Labry błękitne, podbite złotem.

## Najwcześniejsze wzmianki
Nadany Antoniemu Baeckerowi razem z predykatem (przydomkiem) von Salzheim w Galicji w 1793 roku.

## Herbowni
Baecker (Bäcker).